# Ofelia
Ofelia – imię żeńskie pochodzenia greckiego. Wywodzi się od słowa ophelos oznaczającego „pomoc”. Pierwszy raz użył go Jacopo Sannazaro w wierszu Arcadia, a spopularyzował William Szekspir w dramacie Hamlet. Jako Ophelia zdobyło pewną popularność w kulturze brytyjskiej.

## Osoby noszące imię Ofelia
- Ophelia Lovibond – angielska aktorka
- Ofelia Malinov – włoska siatkarka
- Ofelia Hambardzumian – ormiańska śpiewaczka ludowa

## Postacie fikcyjne
- Ofelia – bohaterka dramatu Hamlet Williama Szekspira
- Ofelia – bohaterka filmu Labirynt fauna
- Ofelia – bohaterka kreskówki Podwójne życie Jagody Lee
- Ofelia – pseudonim sceniczny piosenkarki Igi Krefft